# Yulij Ilyashenko
Yulij Sergeevich Ilyashenko (em russo:  Юлий Сергеевич Ильяшенко; Moscou, 4 de novembro de 1943) é um matemático russo, especialista em sistemas dinâmicos, equações diferenciais e foliações complexas.
Obteve em 1969 na Universidade Estatal de Moscou o grau de Candidato de Ciências (doutorado), orientado por Yevgeniy Landis. Ilyashenko foi professor da Universidade Estatal de Moscou, acadêmico do Instituto de Matemática Steklov, e lecionou também na Universidade Independente de Moscou. Foi professor da Universidade Cornell.
Foi palestrante convidado do Congresso Internacional de Matemáticos em Helsinque (1978) e em Quioto (1990: Finiteness theorems for limit cycles). Foi eleito em 2017 fellow da American Mathematical Society.

## Publicações selecionadas
- Finiteness theorems for limit cycles, American Mathematical Society Translations, 1991[3] (also published in Russian Mathematical Surveys, 45, 1990, 143–200)
- com Weigu Li: Nonlocal Bifurcations, Mathematical Surveys and Monographs, AMS 1998
- com S. Yakovenko: Lectures on analytic differential equations, AMS 2007
- editor com Yakovenko: Concerning the Hilbert 16th Problem, AMS 1995
- editor: Nonlinear Stokes Phenomena, Advances in Soviet Mathematics 14, AMS 1993
- editor com Christiane Rousseau: Normal Forms, Bifurcations and Finiteness Problems in Differential Equations, Proceedings of a NATO seminar, Montreal, 2002, Kluwer, 2004
  - article by Ilyashenko: Selected topics in differential equations with real and complex time, 317–354
- com Anton Gorodetski: Certain new robust properties of invariant sets and attractors of dynamical systems, Functional Analysis and Applications, vol. 33, no. 2, 1999, pp. 16–32. doi:10.1007/BF02465190
- «Hilbert-type numbers for Abel equations, growth and zeros of holomorphic functions». Nonlinearity. 13 (4): 1337. 2000
- com G. Buzzard e S. Hruska: Kupka-Smale theorem for polynomial automorphisms of {\displaystyle C^{2}} and persistence of heteroclinic intersections, Inventiones Mathematicae, vol. 161, 2005, pp. 45–89 doi:10.1007/s00222-004-0418-8